# Табуи, Жорж
Жорж Антуан-Мари Табуи́ (фр. Georges Tabouis; 17 января 1867, Париж — 7 ноября 1958, Байё, Нормандия, Франция) — французский военачальник, дивизионный генерал (с 1918).

## Биография
Окончил Коллеж Станислава в Париже. В 1888—1890 годах обучался в Особой военной школе Сен-Сир.
Участник Первой мировой войны. Служил вторым лейтенантом 1-го пехотного егерского батальона. Под его командой 14 августа 1914 года в сражении при Сен-Блез-ла-Рош было захвачено первое знамя противника во время мировой войны, кроме того, 8 орудий и около 400 вражеских солдат. Получил чин подполковника. В октябре 1914 года бал ранен.
С февраля 1917 года — французский представитель при штаб-квартире русских войск Юго-Западного фронта в Бердичеве (Украина). В конце августа 1917 года, после фактического расформирования штаб-квартиры фронта, отправился в Киев, где нанёс официальный визит в Украинский генеральный войсковой комитет (УГВК), созданный Первым военным съездом для практического руководства формированием национальных вооружённых сил Украины, где провёл переговоры с С. Петлюрой.
Присутствовал на Третьем Всеукраинском военном съезде 1917.
1 декабря 1917 года обосновался в Киеве. 26 декабря 1917 г. французское правительство Ж. Клемансо приняло решение о назначении его комиссаром Французской Республики при Генеральном секретариате Центральной рады Украинской Народной Республики.
28 декабря 1917 года генерал Табуи получил телеграмму о своём назначении и сообщил об этом генеральному секретарю по международным делам А. Я. Шульгину. 4 января 1918 года состоялся официальный приём представителя Французской Республики при Генеральном секретариате Центральной рады Украинской Народной Республики. Одновременно Табуи был руководителем французской военной миссии на Украине. Согласно планов французского правительства было предложение обеспечения УНР поддержкой держав Антанты (помощь в технике и военных советниках) в борьбе против Советской России.
Вступив в должность, он провёл ряд реорганизаций и подчинил себе вице-консула Франции. После вступления украинской делегации в переговорный процесс в Брест-Литовске обратился к французскому правительству предложить Украине чёткий договор, означавший установление контроля Франции в финансовой, экономической, торговой, военной деятельности, а также в области внешней политики. Его требованиям не хватало гибкости. Деятельность французской миссии на Украине из-за этого потерпела неудачу.
23 февраля 1918 года, из-за начавшегося наступления украинских и австро-германских войск, генерал Табуи и другие граждане Франции покинули столицу Украины.
В сентябре 1918 года был назначен командующим 13-й пехотной дивизией Франции (занимал эту должность до января 1919).
В 1930-х годах был мэром г. Корнийе (Иль и Вилен).
Автор воспоминаний «Как я стал комиссаром Французской Республики в Украине» (фр. Comment je devins Commissaire de la République Française en Ukraine) (Варшава, 1932).
Его племянница — журналистка Женевьева Табуи, деятельница французского Сопротивления в годы Второй мировой войны.

## Награды
- Великий офицер ордена Почётного легиона (1935)
- Французский Военный крест 1914—1918
- Орден Святого Станислава (Российская империя)
- Орден Святого Владимира (Российская империя)
- Орден Бани
- Офицерский крест ордена «Святой Александр» (Болгария)
- Командор Ордена «За военные заслуги» (Болгария)
- Чехословацкий Военный крест (1918)
- Гранд-офицер Ордена Славы (Тунис)
- Командор Ордена Белого орла (Сербия)